# Carte du Vinland
La « carte du Vinland » est une célèbre fausse mappemonde, élaborée au début du XXe siècle par un faussaire inconnu et conservée depuis 1965 par l'université Yale. Elle représenterait l'étendue du monde connu en incluant des terres présumées ignorées des Européens au XVe siècle, notamment le Groenland, le Japon et une île, le Vinland, dénommée Vinlanda Insula sur le document et rappelant les contours approximatifs de l'Amérique du Nord. Cette carte, dont l'authenticité a été longtemps controversée, est finalement reconnue comme une fausse en 2021, à la suite d'analyses sur l'encre, révélant la présence de titane dans sa composition, matériau introduit à partir des années 1920.

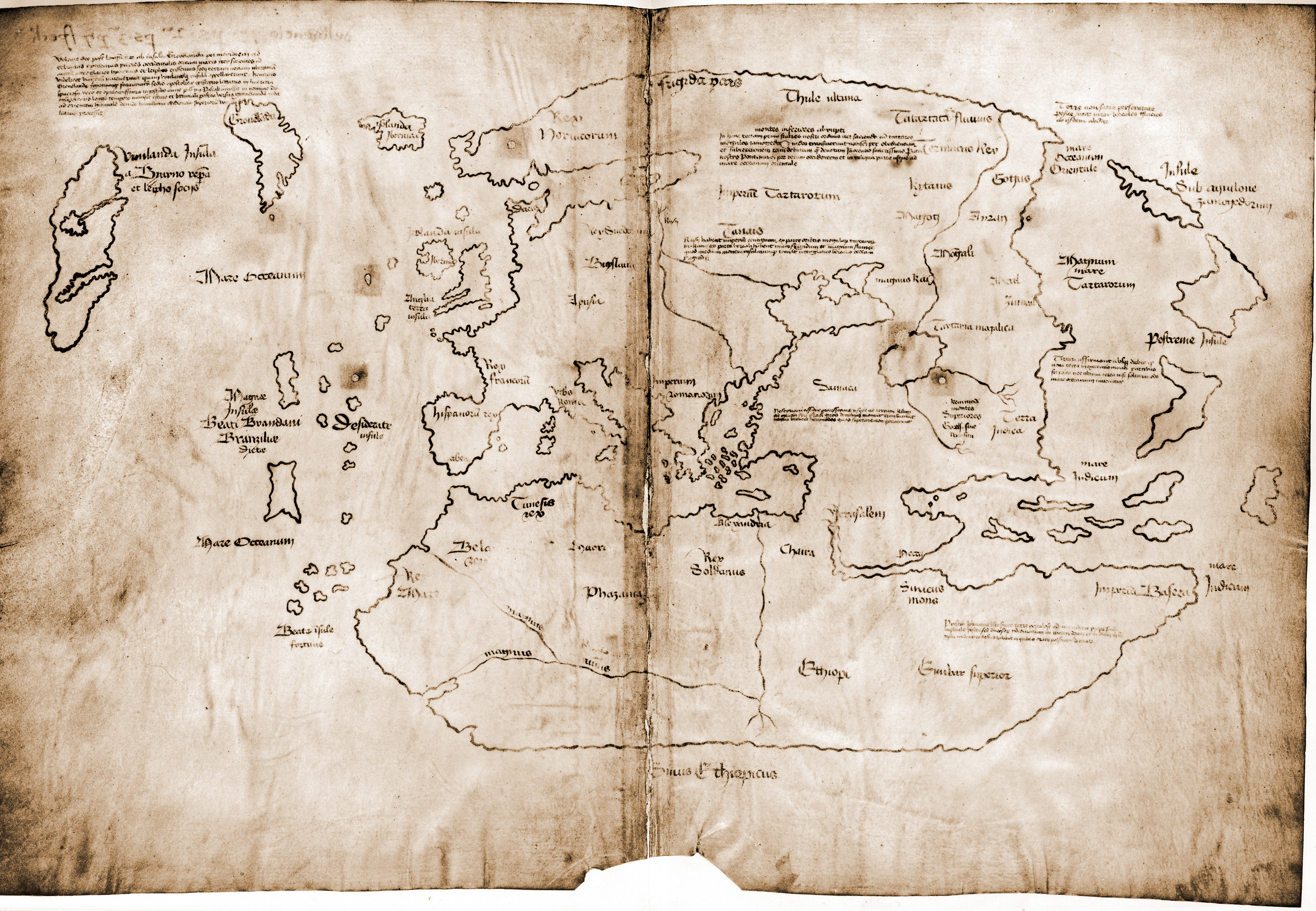
La mappemonde avec, à l'ouest, la carte du Vinland.

## Description
La carte, conservée à la Bibliothèque Beinecke de l'université Yale, daterait du XVe siècle – plus précisément des années 1440 – et serait la copie d'un original du XIIIe siècle. Son importance résiderait dans le fait que, outre la présence de l'Europe, de l'Asie et de l'Afrique, elle montre une portion de terre au-delà de l'Atlantique Nord, appelé Vinland, qui confirmerait le fait que les Européens auraient eu connaissance des voyages des Vikings au XIe siècle, anticipant de quatre siècles la découverte du Nouveau Monde par Christophe Colomb (1492).
La carte indique un certain nombre d'îles fantômes, notamment une île nommée Beati Brandani (la légendaire île de Saint-Brendan) et une île nommée Branziliae rappelant étrangement le mot Brésil, mais déjà représentée sur d'autres cartes marines sous le nom d'Île de Brasil.
Une île située à l'ouest, dénommée Vinlanda Insula, représente à la fois les contours d'un large estuaire qui rappelle celui du golfe du Saint-Laurent et, au nord, un grand lac accessible par une voie d'eau qui donne une représentation approximative de la baie d'Hudson et du détroit d'Hudson.

## Découverte et don à Yale
La carte fut proposée en 1957 (trois ans avant la découverte du site de l'Anse aux Meadows) à l’université Yale par Laurence C. Witten II, ancien élève devenu antiquaire spécialisé en livres anciens. Elle était fixée à un authentique codex, Historia Tartarorum (Histoire des Mongols appelés par nous Tartares), version ancienne du texte du franciscain Jean de Plan Carpin, lui-même autrefois relié en appendice au Speculum historiale de Vincent de Beauvais. Le prix étant trop élevé et Witten refusant de révéler sa provenance, l’université hésita. Un autre élève, Paul Mellon, l’acheta, se proposant de l’offrir à son alma mater si elle se révélait authentique. Il la fit expertiser par deux conservateurs du British Museum et un bibliothécaire de Yale, mais en secret, ce qui constituait une procédure controversée. Ils aboutirent après plusieurs années à la conclusion de son authenticité. La carte fut offerte à Yale et révélée au monde en 1965, accompagnée d’une publication de l’équipe de recherche. Une conférence sur la question eut lieu l’année suivante à la Smithsonian Institution, dont le compte rendu fut publié cinq ans plus tard. Yale émit en 1995 une publication affirmant l’authenticité de la carte.

## Authenticité
L’authenticité du document a été un sujet de nombreux débats. Le contenu, l’encre et le support ont fait l’objet de recherches de plus en plus poussées au fur et à mesure des avancées techniques. 
Comme la controverse a fait rage autour de la carte presque depuis son acquisition par l'université de Yale, les autorités de cette université ont choisi dans un premier temps de ne pas commenter l'authenticité de ce document sur parchemin, se positionnant comme « les gardiens d'un document extrêmement intéressant et controversé », selon les mots de la bibliothécaire de Yale, Alice Prochaska, en 2002, affirmant que les autorités scientifiques lisaient « avec attention le travail d'érudition sur cette carte avec un grand intérêt ». 
Cette position est tenue jusqu'en 2021, date à laquelle Raymond Clemens, conservateur des livres anciens de la Beinecke Rare Book & Manuscript Library de l'Université Yale, déclare publiquement que « la carte du Vinland est un faux », mettant ainsi fin aux spéculations des spécialistes. L'utilisation d’un spectromètre à fluorescence X (XRF) sur la composition de l'encre permet en effet de démontrer qu’elle contient du titane, et donc ne peut pas être antérieure aux années 1920. 

### Contenu
La première équipe qui examina le document remarqua la ressemblance avec une carte des années 1430 due au navigateur italien Andrea Bianco ; l’Afrique est coupée là où la carte de Bianco était pliée. Elle en diffère aux confins est et ouest, en particulier dans le cas du Groenland qui est représenté comme une île, fait pourtant ignoré des géographes scandinaves de l’époque.
Leif Eriksson est appelé Erissonius, ce qui ne devient la norme qu’au XVIIe siècle et supposerait une transmission italienne ou française. La graphie æ, qui apparaît plusieurs fois, était hors d’usage à l’époque où la carte est censée avoir été produite, hormis quelques textes italiens transcrits délibérément à l’antique, et n'est jamais utilisée en écriture gothique qui est celle du document.
L'évêque Eirik est mentionné en latin « du Groenland et des régions voisines » (regionumque finitimarum). Or, cette expression avait déjà attiré plusieurs années avant la découverte de la carte l’attention du chercheur allemand Richard Hennig : on ne la trouvait que dans les ouvrages du franciscain Luka Jelic (1863–1922), et Henning voulait savoir de quelle source il la tenait. Il pensait avoir prouvé qu’elle venait de sources françaises citées par Jelic dans sa première édition (en français). « Évêque régionnaire des contrées américaines » aurait été retraduit en latin dans les éditions ultérieures. Il ne s’agirait donc pas d’un titre ancien de l’évêque de Groenland et sa présence sur la carte permet de soupçonner une fraude s’inspirant de Jelic, qui fut lui-même un moment mentionné comme l’auteur possible de la carte. Kirsten Seaver proposa pour sa part le jésuite allemand Josef Fischer (1858-1944),.
Le paléographe et bibliothécaire P. Saenger a aussi émis plusieurs doutes sur l’authenticité de la carte et la validité de la seconde édition du livre de Yale, The Vinland Map and Tartar Relation

### Encre
Le tracé est constitué de la superposition de deux lignes, une noire presque effacée au-dessus d’une jaunâtre. En 1967, les chercheurs du British Museum remarquent la nature inhabituelle de l’encre pour un manuscrit. En 1974, l’expert légal Walter McCrone détecte la présence de dioxyde de titane, substance que la chimie ne sait produire que depuis le début des années 1920. Ce composé étant utilisé pour les couleurs pâles, sa présence indique que la ligne jaune ne résulte pas du vieillissement d’une encre ancienne mais d'une fraude. Une analyse de juillet 1985 réalisée par Thomas Cahill et al. à l’université de Californie à Davis (technique PIXE), montre que le dioxyde de titane n’est présent qu’à l’état de traces (< 0,0062 % en poids) et résulte peut-être d’une contamination ; McCrone prouve en 1991 par spectroscopie Fourier que le dioxyde est présent dans l’ensemble de l’encre et identifie par la même occasion le liant comme étant de la gélatine provenant probablement de peaux animales. En juillet 2002, la présence de quantités non négligeables de dioxyde de titane est confirmée. Le pigment noir restant sur la carte est identifié comme étant du carbone et non du fer par diffusion Raman réalisée à l’University College de Londres. Or c’est l’encre au fer, commune dans les manuscrits médiévaux et utilisée pour l’Historia Tartarorum, qui jaunit en vieillissant. Néanmoins, Jacqueline Olin, chercheuse retraitée de la Smithsonian Institution, publie en 2003 le résultat d’expériences qui pourraient expliquer qu’on obtienne ce résultat à partir d’une encre médiévale. Son hypothèse est contestée par K.M. Towe en 2004.

### Parchemin
En 1995, des chercheurs de l’université d'Arizona et de la Smithsonian Institution se rendirent à l'université Yale pour dater ce parchemin par carbone 14 avec spectromètre de masse à accélérateur. Le résultat donna une date assez précise de 1434 avec plus ou moins 11 années, soit entre 1423 et 1445, mais cette date n'est valable que pour le parchemin.
Un pli prévu par le dessinateur – puisqu’il n’y avait placé aucune information importante – situé à l’endroit où la carte est reliée à l’Historia Tartarorum, s’est avéré cacher une division en deux feuilles. Si le parchemin est effectivement ancien, il pourrait s’agir de deux feuilles vides du Speculum Historiae utilisées par un fraudeur. L’équipe de recherche qui a travaillé pour la seconde édition du livre de Yale a envisagé que ce pli pouvait être responsable d’erreurs d’analyses dues aux éléments externes qu’il aurait pu emprisonner. Elle y a en effet trouvé des particules n’appartenant pas au parchemin et soupçonne que le chrome détecté par l’analyse de McCrone en 1988 serait le résultat d'une contamination.
En 2021, une équipe de l'université de Yale a mené une nouvelle analyse. Il n'y a désormais plus de doute, il s'agit bien d'une contrefaçon.